# Rio Juqueri
O Rio Juqueri é um afluente da margem direita do Rio Tietê, no estado de São Paulo, no Brasil.

## Etimologia
O topônimo "Juqueri" provém do tupi antigo îukeri, que designa as plantas do gênero Mimosa.

## Percurso
Nasce aos pés da Serra Vermelha, no bairro do Mascate Grande, em Nazaré Paulista. Passa pelos municípios de Nazaré Paulista, Mairiporã, Franco da Rocha, Caieiras, São Paulo, Cajamar, Santana de Parnaíba e Pirapora do Bom Jesus, onde desagua no Rio Tietê. Em Mairiporã, forma a Represa do Juqueri, que abastece boa parte da região da Grande São Paulo. Até Franco da Rocha, possui águas limpas.